# Вуд Гарріс
Шервін Девід «Вуд» Гарріс (англ. Sherwin David "Wood" Harris; 17 жовтня 1969) — американський актор. Відомий такими своїми ролями: Мотав (Motaw) у фільмі «Через край» (1994); наркобарон Ейвон Баркздейл (Avon Barksdale) у кримінальній драмі-серіалі «Дроти» від компанії HBO; випускник футбольної школи Джуліус Кемпбелл (Julius Campbell) у фільмі «Згадуючи Титанів» (2000 р.).

## Життя і кар'єра

### Ранні роки
Шервін Девід Гарріс народився у Чикаґо, Іллінойс, у сім'ї домогосподарки Метті і водія автобуса Джона Гаррісів. Актор не користується своїм іменем, натомість використовує псевдонім Вуд. Актор здобув ступінь Бакалавр мистецтв у Театрі Мистецтв при Північно-Іллінойському Університеті (Northern Illinois University, NIU) і магістра мистецтв у Нью-Йоркському університеті. Вуд є молодшим братом актора Стіва Гарріса (Steve Harris). Навчаючись у NYU, Гарріс знявся у своїй першій головній кіноролі — у баскетбольній драмі «Через край» (зіграв у парі з Тупаком Шакуром) і з'являвся у театральних виставах різних позабробвейських театрів.

### Акторська кар'єра
Гарріса нагороджено премією Нью-Йоркського кінофестивалю «Найкращому акторові, який уперше знявся у фільмі» — за роль «Дерріка 'Локомотива' -тренера» у картині «Тренування у Морнінґсайді» (Morningside Prep), тридцятихвилинній короткометражці американського режисера-початківця (на той час) Малкольма Ді. Лі. Гарріс часто брав участь як запрошена зірка у багатьох теле- і кінозаходах перед тим, як зіграв легендарного рок-гітариста Джимі Гендрікса у фільмі «Гендрікс» від американського кабельного каналу «Showtime».
Трохи більше, ніж через рік Гарріса номіновано на його першу нагороду Національної асоціації сприяння прогресу кольорового населення за досягнення у царині кіна, телебачення, театру, музики й літератури («NAACP Image Award») як «Видатному акторові другого плану кіно» і номінацію на премію «Блокбастер» (Blockbuster Movie Award) як «Улюбленому актору другого плану у кінофільмі» за роль Джуліуса "Великого Джу" Кемпбела (Julius «Big Ju» Campbell) у «Згадуючи Титанів». 2002-го року Гарріс знявся у картині Деймона Деша (Dame Dash) «Заплачено повною мірою», який базується на історії трьох знаменитих гарлемських драґ-дилерів.
Також Гарріс знявся у трьох сезонах серіалу «Дроти» від телеканалу «HBO» у ролі драґ-дилера Ейвона Барксдейла. Актор випустив свій власний дебютний альбом «Прекрасний-чарівний» («Beautiful Wonderful»), який мали намір випустити на екрани 2005-го року. Гарріс повернувся до своєї ролі безжального наркоторговця Ейвона Барксдейла у одному епізоді у п'ятому і фінальному сезоні «Дроти».
У червні 2008-го режисер Мартин Джиджи (Martin Guigui) повідав у своєму блозі, що Гарріса заявлено у акторському складі як Нейта «Світвотера» Кліфтона (Nate «Sweetwater» Clifton) у картині «Світвотер», фільмі про першого чорного гравця NBA.
2009-го Гарріс мав головну роль у фільмі «Іще один день», де він зіграв роль успішного реппера A-maze (букв."Дивовижного"). Картину присвячено змаганню між юним і перспективним реппером і одним із «королів» репу. Між іншим, юного реппера зобразив Джемі Гектор (Jamie Hector), хто зіграв схожу роль у картині «Дроти» (персонаж — Марло Стенфілд), і залучено його на цю роль було за рекомендацією Гарріса. Він буде грати у відродженій п'єсі Теннессі Вільямза «Трамвай бажань», де його роллю буде Мітч (Mitch).
2012-го року Гарріс був закадровим оповідачем у документальному фільмі «Бенджі» про коротке життя знаменитого баскетболіста Бена Вілсона (Ben Wilson) від каналу «ESPN».
Того ж 2012-го року Вуд Гарріс знявся у одній із ключових ролей фільму Суддя Дредд, де він зіграв Кея, іще одного наркоторговця у постапокаліптичному світі міста Мега-сіті-1.

### Продюсер
- «Іще один день» (2009), художній фільм — співпродюсер
- «Ланцюги» (2009), короткометражний — виконавчий продюсер

### Інші роботи
- «Шоу Венді Вільямз» (2012), ток-шоу — інтерв'ю
- «Big Morning Buzz Live» (2012), ранкове ток-шоу — інтерв'ю
- «Хіп-хоп хасл: як знімали 'Іще один день'» (2010), документальна короткометражка
- «Близько із Керрі Каган'» (2009), ток-шоу
- «Black Poker Stars Invitational'» (2008), реаліті-спорт-шоу (8 епізодів)
- знявся у рекламі «Black History Month» (церемонія чорної діаспори) на розважальному каналі для чорних «BET» (2007)
- знявся у рекламі взуття «Rockport» (2007)
- «Шоу Венді Експіріенз'» (2006), ток-шоу — інтерв'ю
- «Кенні Вест: той, хто покинув коледж — відеоантологія'» (2005), документальний відеофільм
- «Daily Bread» (2005), відеокліп Мартина Лютера (R&B-співак) — знявся у відео
- «„Testify“» (2005), відеокліп Коммона (реп-співак) — знявся у відео
- «Мої найкращі роки'» (2004), документальний мінісеріал
- Фотосесія одягу від Карла Кейні (2002) — знявся разом із актором Джей. Ді. Вільямза
- «Рассел Симмоз представляє: Зразкова поезія'» (2002), документальний мінісеріал
- «Церемонія нагородження Blockbuster Entertainment-2000'» (2000), документальний фільм

## Фільмографія
| Рік             | Назва                              | Роль                                                    | Примітка               |
| --------------- | ---------------------------------- | ------------------------------------------------------- | ---------------------- |
| 1994            | «Через край»                       | Мотав                                                   |                        |
| 1997            | Краще не буває                     | помічник офіціанта «Цілодобового Кафе» (Cafe 24 busboy) |                        |
| 1998            | Знаменитість                       | Ел Свейзі                                               |                        |
| 1998            | Облога                             | офіцер Гендерсон                                        |                        |
| 1999            | Спенсер: менше зло                 | Елліс Елвз                                              | телесеріал             |
| 2000            | На поїзді                          | Вілл                                                    |                        |
| 2000            | Рапсодія                           | Біллі Диксон                                            | телефільм              |
| 2000            | Вчинок                             | Чикі                                                    |                        |
| 2000            | Ти Попелюшка?                      |                                                         | короткометражний фільм |
| 2000            | Гендрикс                           | Джимі Гендрікс                                          | телефільм              |
| 2000            | Згадуючи Титанів                   | Джуліус Кемпбелл                                        |                        |
| 2000            | «Золотий кубок»                    | Клейтон                                                 |                        |
| 2002-08         | Дроти                              | Ейвон Барксдейл                                         | телесеріал             |
| 2002            | Заплачено повною мірою             | Ейс                                                     |                        |
| 2005            | Брудні справи                      | Бракс (Brax)                                            |                        |
| 2006            | Казки Південного краю              | елемент Діон                                            |                        |
| 2006/2001       | Сердечник                          | доктор Сидні Захарі                                     |                        |
| 2007            | 4 життя                            | Дейвон                                                  |                        |
| 2008            | Джаз у Діамантовому районі         | Ґебріел Маркс                                           |                        |
| 2009            | Незламний Darnell Gooden           | Дарнел Ґууден                                           |                        |
| 2009            | Звільнений з роботи (Next Day Air) | Ґатч                                                    |                        |
| 2009 Dough Boys | Хлопчики з тіста                   | Джуліан Франс                                           |                        |
| 2009            | Sweetwater                         | Натаніель «Світвотер» Кліфтон                           |                        |
| 2009            | Іще один день                      | A-maze («Дивовижний»)                                   |                        |
| 2010            | Вечела дорога                      | Тоні Смол                                               |                        |
| 2012            | Дітородні                          | Даррелл                                                 |                        |
| 2012            | Суддя Дредд                        | Кей                                                     |                        |
| 2015            | Людина-мураха                      | офіцер Гейл                                             |                        |
| 2015            | Крід: Спадок Роккі Бальбоа         | Тоні «Малюк Дюк» Еверс                                  |                        |
| 2017            | Його собаче діло                   | Принц                                                   |                        |
| 2017            | 9/11                               | Майкл                                                   |                        |
| 2017            | Той, хто біжить по лезу 2049       | Нандес                                                  |                        |
| 2018            | Крід II: Спадок Роккі Бальбоа      | Тоні «Малюк Дюк» Еверс                                  |                        |
| 2021            | Космічний джем: Нове покоління     | тренер                                                  |                        |
| 2023            | Крід III                           | Тоні «Малюк Дюк» Еверс                                  |                        |
| 2025            | Одна битва за іншою                |                                                         |                        |

| Рік  | Назва             | Роль                        | Примітка                                                        |
| ---- | ----------------- | --------------------------- | --------------------------------------------------------------- |
| 1996 | Поліція Нью-Йорка | Гектор                      | поліцейський серіал                                             |
| 1997 | В'язниця «Оз»     | офіцер Ґордон Вуд           | кримінальний серіал                                             |
| 1997 | Козбі             | Тоні                        | комедія ситуацій (названо на честь комедіанта Білла Козбі)      |
| 1998 | Таємний Нью-Йорк  | Тінь                        | поліцейська драма                                               |
| 2003 | Сутінкова зона    | Двейн Ґрант /Марвін Ґарденз | драма, психологічний триллер, фантастика (грав у 2-ох епізодах) |
| 2007 | 4исла             | Мерфі «Поні» Фуньєз         | кримінальна драма                                               |
| 2008 | Доктор Хаус       | Бовмен                      | медична драма                                                   |
| 2010 | Саутленд          | Трінні Дей                  | кримінальна драма                                               |
| 2010 | Гаваї 5.0         | Рассел Еллісон              | поліцейська драма (проседурал)                                  |